# Coccophagus pseudopulvinariae
Coccophagus pseudopulvinariae is een vliesvleugelig insect uit de familie Aphelinidae. De wetenschappelijke naam is voor het eerst geldig gepubliceerd in 1996 door Li.